# شریعت موسی

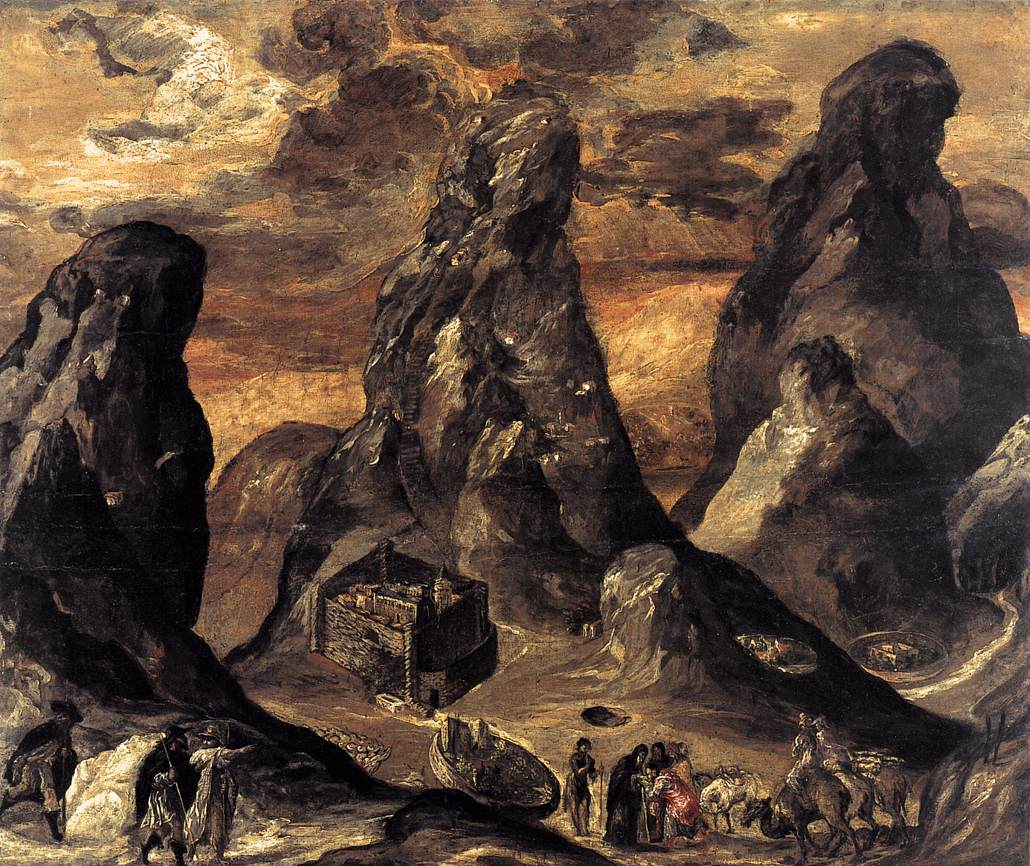
تصویرگری ال گرکو از کوه سینا (۱۵۷۲–۱۵۷۰)، موزه تاریخی کرت

شریعت موسی (عبری: תֹּורַת מֹשֶׁה‎ Torat Moshe) که به آن شریعت موسوی نیز گفته می‌شود، اساساً به تورات یا پنج کتاب اول کتاب تنخ اشاره دارد. به‌طور سنتی اعتقاد بر این بود که آنها توسط موسی نوشته می‌شدند، اما اکثر دانشگاهیان اکنون معتقدند که این کتب نویسندگان زیادی دارند.

## واژه‌شناسی
شریعت موسی یا تورات موسی (عبری:תֹּורַת מֹשֶׁה تورات موشه، یونانی باستان: νόμος Μωυσῆهفتادگانی، nómos Mōusē، یا در برخی ترجمه‌ها «تعالیم موسی») اصطلاحی در کتاب مقدس است که برای اولین بار در کتاب یوشع 8:31-32 یافت شده، جایی که یوشع کلمات عبری «تورات موشه» תֹּורַת מֹשֶׁה را بر محراب سنگی در کوه عیبال می‌نویسد.